# Nikolai Grigorjewitsch Rubinstein

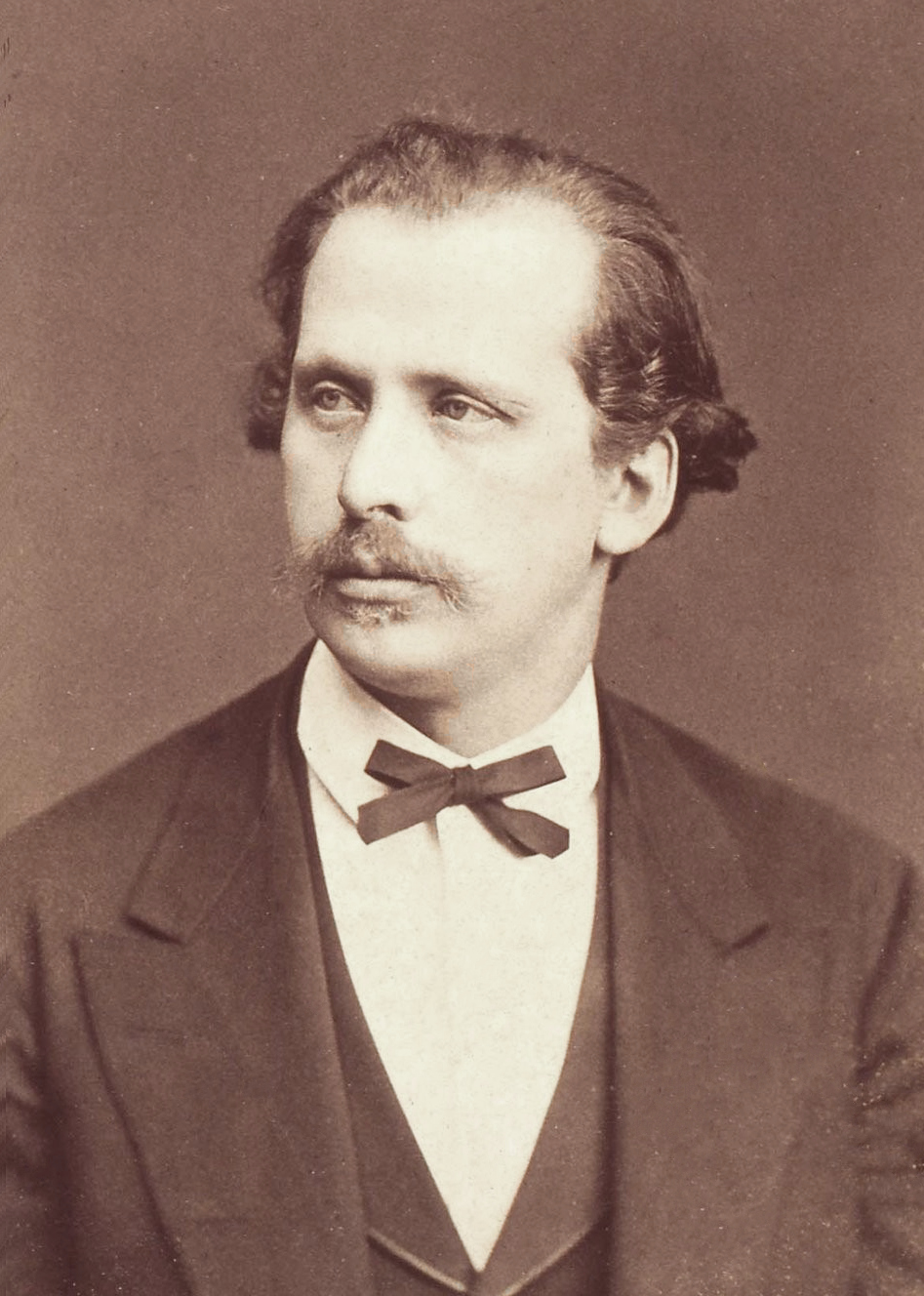
Nikolai Grigorjewitsch Rubinstein

Nikolai Grigorjewitsch Rubinstein (russisch Николай Григорьевич Рубинштейн, wiss. Transliteration Nikolaj Grigor'evič Rubinštejn; * 2. Junijul. / 14. Juni 1835greg. in Moskau; † 11. Märzjul. / 23. März 1881greg. in Paris) war ein russischer Pianist, Dirigent, Musikpädagoge und Komponist.
Er ist der Bruder des Komponisten, Pianisten und Dirigenten Anton Rubinstein.

## Leben

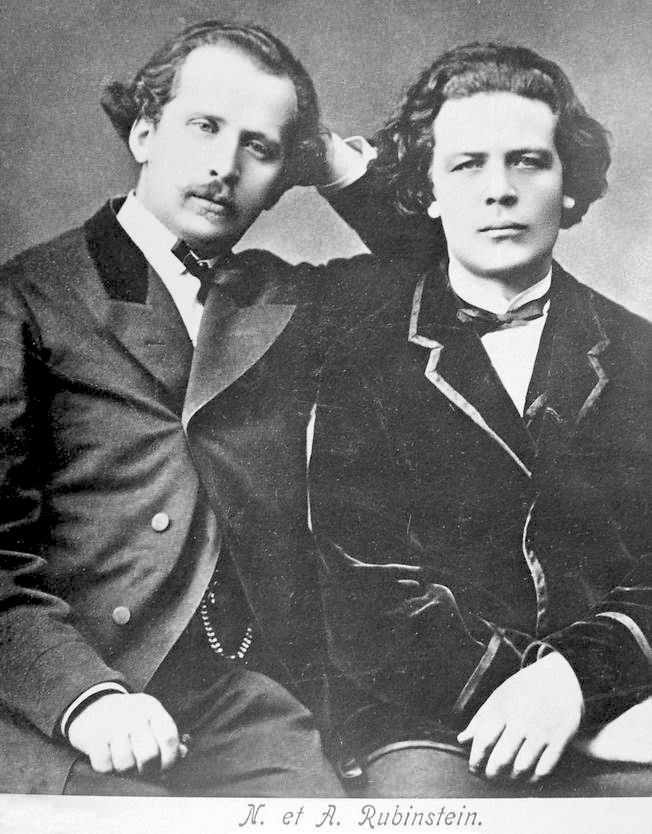
Nikolai und Anton Rubinstein (1862)

Rubinstein erhielt bereits mit vier Jahren Klavierunterricht. Zunächst bei seiner Mutter Kalerija Christoforowna geb. Löwenstein (1807–1891), die Lehrerin an einem kaiserlichen Erziehungsinstitut und selbst eine ausgezeichnete Klavierspielerin war, später bei Franz Xaver Gebel und Alexander Villoing, dem damals angesehensten Klavierlehrer Moskaus. Zusammen mit der Mutter und Villoing lebten beide Brüder ab 1844 in Berlin, wo sie gemeinsam für drei Jahre Klavier bei Theodor Kullak und Musiktheorie bei Siegfried Dehn studierten.
Der Bankrott und bevorstehende Tod des Vaters (1807–1847) stürzte die Familie ab 1846 in wirtschaftliche Schwierigkeiten und zwang den elfjährigen Rubinstein zur vorzeitigen Rückkehr nach Moskau. Dort trat er zunächst als erfolgreicher Jung-Pianist auf, studierte jedoch zur Existenzsicherung von 1851 bis 1855 Jura an der Moskauer Universität.
Nach einer gescheiterten Ehe, die unter der Bedingung eines Auftrittsverbots geschlossen wurde, trat Rubinstein ab 1857 wieder regelmäßig, vor allem mit Benefizkonzerten, als Pianist auf und etablierte sich gleichzeitig als Dirigent. Bis Anfang der 1860er Jahre betätigte er sich auch als Komponist. Er komponierte Bühnenmusik und viele Werke für Klavier.
Seine Kontakte zur Moskauer Oberschicht sowie sein organisatorisches und diplomatisches Geschick ermöglichten ihm, die Vorhaben seines Bruders zur Verbesserung des russischen Musiklebens zu unterstützen: 1860 gründete Rubinstein die Moskauer Abteilung der Russischen Musikgesellschaft (RMO), für die er als Präsident, Dirigent und Chorleiter wirkte. 1866 übernahm er die Leitung des neueröffneten Moskauer Konservatoriums mit Prinz Nikolai Petrowitsch Troubetzkoy, für das er einflussreiche Lehrer wie Karl Klindworth und Pjotr Iljitsch Tschaikowski, mit dem er befreundet war, gewinnen konnte. Bis zu seinem frühen Tod 1881 blieb Rubinstein dieser Institution als Dozent und Dirigent verbunden.

## Bedeutung
Wie sein Bruder Anton zählte Nikolai Rubinstein zu den bedeutendsten Pianisten seiner Zeit. Da sein Wirken jedoch weitgehend auf den Moskauer Raum beschränkt war, wurde ihm weniger internationale Anerkennung zuteil. Allerdings hielt ihn schon der frühe Lehrer Siegfried Dehn für den begabteren der beiden Brüder, was Anton neidlos anerkannte, zumal Nikolais pianistische Technik und sein interpretatorisches Gedächtnis offenkundig zuverlässiger waren und die Kunst ihm fast ohne Anstrengung und Üben zufiel.
Als anspruchsvoller Lehrer, ebenso virtuoser wie feinfühliger Pianist, hingebungsvoller Kammermusiker und sachbezogener Dirigent legte er Wert auf die musikalische Qualität der aufgeführten Kompositionen und erwies sich als großartiges Organisationstalent. Seine Art der Orchesterführung machte ihn zum Stammvater der Moskauer Dirigentenschule, und als Interpret und zentrale Figur des Moskauer Musiklebens setzte er sich intensiv für russische Komponisten ein – auch für die seinem Bruder kritisch gegenüberstehenden Mitglieder des Balakirew-Kreises.
Zu seinen Schülern zählen Sergei Tanejew, Alexander Siloti und Emil von Sauer.